# 謝芝
謝芝（？—？年），山西振武衛軍籍代州人。明朝政治人物。

## 生平
正德二年（1507年）丁卯科山西乡试舉人，九年（1514年）甲戌科三甲第二十一名進士，历官南京大理寺署右寺副事评事，嘉靖元年（1522年）四月升山东按察司佥事，分巡海右道。历升陕西按察司副使，七年二月以官守有议，令回籍听用。

## 家族
曾祖谢铎，景泰四年癸酉科舉人，官推官。祖父谢玺，弘治三年进士，官按察司佥事。父谢国表，弘治十八年进士，官监察御史。